# Deljenje z 0
Deljenje z 0 je v matematiki deljenje, pri katerem je delitelj (imenovalec) enak nič. Takšno deljenje se lahko formalno izrazi kot ⁠a/0⁠, kjer je a deljenec (števec). V običajni aritmetiki izraz nima smisla, saj ne obstaja nobeno število, ki bi pri množenju z 0 dalo a (če se predpostavi a ≠ 0) in je tako deljenje z 0 nedoločeno. Ker je katerokoli število pri množenju z nič enako nič, je izraz ⁠0/0⁠ prav tako nedoločen; ko je v obliki limite, je v indeterminantni obliki. Skozi zgodovino je eden izmed najzgodnejših virov matematične nezmnožnosti določanja vrednosti izrazu ⁠a/0⁠ kritika Georgea Berkeleya infinitezimalnega računa iz leta 1734 v The Analyst ("duhovi zapuščenih vrednosti").
Obstajajo matematične strukture, kjer je ⁠a/0⁠ definiran za nek a, kot recimo na Riemannovi sferi in projektivno razširjeni realni premici, toda takšne strukture ne zadostijo niti normalnim pravilom aritmetike (aksiomom polja).
V računalništvu lahko zaradi deljenja z 0 nastane programska napaka. Od programerskega okolja in vrste števila (torej plavajoča vejica, celo število) je odvisen izpis: lahko izpiše pozitivno ali negativno neskončnost po standardu IEEE 754 za plavajočo vejico, lahko vrže izjeme, proizvede sporočilo napake, konča program, izpiše posebno vrednost NaN. ali se sesuje

## Algebra
Štiri osnovne operacije – seštevanje, odštevanje, množenje in deljenje – na naravnih številih povzročijo razne razširitve te množice. Če želimo na primer odšteti katerokoli naravno število od drugega, potrebujemo novo razširitev množice naravnih števil, sedaj imenovano cela števila, kjer so vključena tudi negativna cela števila. Da pa bi lahko delili katerikoli dve števili, moramo dobljeno množico še naprej razširiti v množico racionalnih števil. Ko razširjamo nove in nove množice, rabimo paziti, da "razširjene operacije" ne ustvarijo drugačnih rezultatov na istih starih številih. Drugače rečeno, ker deljenje z 0 nima pomena (je nedefinirano) v celih številih, mora to ostati resnično tudi takrat, ko to množico razširimo na realna ali kompleksna števila.
Ko se realnost števil razširi na več operacij, se spremeni tudi njihov pomen. Pri celih številih odštevanje ni več osnovna operacija, ampak samo prištevanje obratne vrednosti. Deljenje pri racionalnih številih ni več osnovna operacija, saj se jo lahko nadomesti z množenjem nekega števila. Ko o tem bolje razmislimo, se vprašanje iz "Zakaj ne moremo deliti z nič?" spremeni v "Zakaj ne more imeti racionalno število imenovalca enakega nič?" Odgovor na to spremenjeno vprašanje vključuje vpogled v samo definicijo racionalnih števil.
V modernem načrtovanju polja realnih števil delujejo racionalna števila kot vmesni korak v razvoju, ki je osnovan na teoriji množic. Naravna števila (s številom nič) se najprej postavijo na aksiomih, kot so recimo Peanovi aksiomi, potem pa se to razširi na kolobar celih števil. Naslednji korak je definiranje racionalnih števil, ki jih lahko definiramo le z množicami in prej definiranimi osnovnimi operacijami, ki so seštevanje, množenje in cela števila. Če začnemo z množico urejenih parov celih števil, {(a, b)} kjer velja b ≠ 0, lahko definiramo binarno operacijo na tej množici z (a, b) ≃ (c, d) če in samo če velja ad = bc. Ta relacija je ekvivalenčna relacija, njeni ekvivalenčni razredi pa so racionalna števila. V formalnem dokazu je navedeno, da je to ekvivalenčna relacija s pogojem, da druga koordinata ni enaka nič (za pogojevanje tranzitivnosti).
Zgornja razlaga je za veliko uporab preveč abstraktna in tehnična, toda če bi predpostavili obstoj in lastnosti racionalnih števil, kot se običajno naredi v elementarni matematiki, je "razlog" za nedeljivost z 0 skrit. Lahko pa podamo (manj strogo) obliko razlage:
Iz lastnosti številskih sistemov, ki jih uporabljamo (celih, racionalnih, realnih števil), za b ≠ 0 in ⁠a/b⁠ = c velja a = b × c. Če predpostavimo, da je ⁠a/0⁠ število c, potem bi moralo veljati a = 0 × c = 0. Toda število c bi lahko potem določili z enačbo 0 = 0 × c, ki ji zadosti vsako število, zato izrazu ⁠0/0⁠ ne moremo določiti dejanske numerične vrednosti.

### Deljenje kot inverz množenja
Koncept, ki razloži deljenje v algebri, je ta, da je deljenje inverz množenja. Na primer,
{\displaystyle {\frac {6}{3}}=2}
saj je število 2 vrednost za neznano količino, da je enačba
{\displaystyle ?\times 3=6}
pravilna. Toda izraz
{\displaystyle {\frac {6}{0}}=\,x}
želi imeti vrednost, ki bi zadostila enačbi
{\displaystyle x\times 0=6.}
Toda vsako število je pri množenju z 0 enako 0, zato ni tukaj nobenega števila, ki bi to enačbo rešilo.
Izraz
{\displaystyle {\frac {0}{0}}=\,x}
potrebuje vrednost v enačbi
{\displaystyle x\times 0=0.}
Tudi tukaj je vsako število pomnoženo z 0 enako 0, zato tukaj vedno vsako število reši enačbo namesto enega končnega rezultata, ki bi ga lahko upoštevali kot vrednost izraza 0/0.
Na kratko, ne moremo določiti ene vrednosti ulomku, katerega imenovalec je enak 0, zato je vrednost nedefinirana.

### Matematične zmote
Velik razlog, da ne dovolimo deljenja z 0, je ta, da bi pri dovoljenju deljenja nastalo veliko absurdnih rezultatov (matematičnih zmot). Ko delamo z numeričnimi količinami, je enostavno videti, kdaj napravimo ilegalni poskus, da bi delili z 0. Poglejmo si sledeči izračun.
S predpostavkama:
{\displaystyle {\begin{aligned}0\times 1&=0,\\0\times 2&=0,\end{aligned}}}
velja tudi sledeče:
{\displaystyle 0\times 1=0\times 2.}
Če delimo obe strani z 0, dobimo:
{\displaystyle {\begin{aligned}{\frac {0\times 1}{0}}&={\frac {0\times 2}{0}}\\[6px]{\frac {0}{0}}\times 1&={\frac {0}{0}}\times 2.\end{aligned}}}
Če poenostavimo, dobimo:
{\displaystyle 1=2.}
Tukajšnja zmota je predpostavka, da je deljenje 0 z 0 pravilna operacija z enakimi lastnostmi kot deljenje z drugimi števili.
Možno pa je, da prikrito uporabimo deljenje z 0 v algebraičnem argumentu, iz česar sledijo neveljavni dokazi, kot recimo 1 = 2:
Naj bo 1 = x.
Množimo z x, da dobimo
{\displaystyle x=x^{2}.}
Odštejemo 1 z obeh strani, da dobimo
{\displaystyle x-1=x^{2}-1.}
Delimo obe strani z x − 1
{\displaystyle {\begin{aligned}{\frac {x-1}{x-1}}&={\frac {x^{2}-1}{x-1}}\\[6pt]&={\frac {(x+1)(x-1)}{x-1}},\end{aligned}}}
kar se poenostavi v
{\displaystyle 1=x+1.}
Ker velja x = 1, dobimo
{\displaystyle 1=1+1=2.}
Tukaj se zmota zgodi, ker smo delili z x − 1 = 0, ko je veljalo x = 1.

## Zgodovinski spodrsljaji
- 21. septembra 1997 je deljenje z 0 v sistemu "Remote Data Base Manager" na krovu ladje USS Yorktown (CG-48) zrušilo vse naprave v omrežju, kar je povzročilo padec celotnega omrežja.[10][11]